# Darwinneon crypticus
Darwinneon crypticus là một loài nhện trong họ Salticidae.
Loài này thuộc chi Darwinneon. Darwinneon crypticus được Cutler miêu tả năm 1971.